# Mariages !
Pour les articles homonymes, voir Mariage (homonymie).
Pour plus de détails, voir Fiche technique et Distribution.
Mariages ! est un  film français réalisé par Valérie Guignabodet sorti en France en 2004.

## Synopsis
C'est le jour du mariage de Johanna et Benjamin. Ce dernier a enterré, la veille, sa vie de garçon entre sexe et beuverie avec Alex, son futur témoin. Il a même égaré les alliances. Au fil de la journée, des disputes éclatent et révèlent les infidélités des unes et des autres. A peine mariés Johanna et Benjamin sont au bord de la rupture.

## Fiche technique
- Réalisation : Valérie Guignabodet
- Scénario : Valérie Guignabodet
- Producteurs : Philippe Godeau
- Musique : Fabrice Aboulker
- Supervision musicale : Valérie Lindon pour Ré Flexe Music
- Photographie : Pierre Aim
- Montage : Thierry Derocles
- Casting : Olivier Carbone et Aida Pratte
- Décors : Thérèse Ripaud
- Costumes : Fabienne Katany
- Date de sortie : 21 avril 2004
- Format : couleur, 1.85:1
- Son : Dolby SR
- Sociétés de production : Pan-Européenne, Studiocanal, France 2 Cinéma
- Soutiens à la production : Rhône-Alpes Cinéma, Canal+, CinéCinéma, CNC, Banque Populaire Images 4
- Société de distribution : Studiocanal (ventes internationales) et Wild Bunch ( France)
- Budget : 5.28M€
- Box-office France : 2 008 899 entrées
- Genre : comédie romantique
- Durée : 101 minutes
- Sortie : 2004

## Distribution

### Les mariés
- Alexis Loret : Benjamin
- Chloé Lambert : Johanna

### Les parents du marié
- Michel Lagueyrie : Jacques
- Catherine Allegret : Chantal

### La famille du marié
- Frédéric Maranber : Christophe, le cousin du marié
- Marianne Groves : la femme du cousin du marié

### Les parents de la mariée
- Didier Bezace : Pierre
- Miou-Miou : Gabrielle

### La famille de la mariée
- Simon Astier : Nicolas, le frère de la mariée
- Antoine Duléry : Hugo, mari de la tante de la mariée
- Lio : Micky, tante de la mariée

### Témoins
- Jean Dujardin : Alex, le témoin du marié
- Mathilde Seigner : Valentine, l'épouse du témoin du marié

### Autres
- Michel Dussarat : Roberta
- Gilles Gaston-Dreyfus : le curé
- Alain Varlet : le tailleur (non crédité)
- Beata Nilska : Ingrid, la cantatrice
- Sébastien Bonnet : Le copain de Ben
- Pascal Carré : Le photographe
- Paule Cassard : La cousine anglaise
- Amaury Chazeau : Le bébé
- Robert Court : Le grand-père
- Christian Jeanmart : L'oncle de Jo
- Claire Johnston : La tante anglaise
- Gildas Le Levé : L'invité élégant
- Chantal Magnin : L'invitée élégante
- Tatiana Manent : L'adolescente
- William Navarro : Un invité
- Eric Pasturel : Le cousin de Jo
- Caroline Personne : La copine de Ben
- Anne Pia : La célibataire
- Céline Poncet : La copine amoureuse
- Bernard Villanueva : Le traiteur
- Jemmy Walker : La grand-mère

## Tournage
Le tournage s'est déroulé à l'automne 2003 dans la Drôme, à Poët-Laval (scènes de mariage dans la maison familiale) et à Montélimar, à Saint-Restitut, et au Col de Vesc, mais aussi en Ardèche à Thueyts.